# Nikolas Meister
Nikolas Meister, auch Nikolaus Meister (* 2. Juli 1809 in Koblenz; † 3. März 1883 in Newport, Rhode Island), war ein deutschamerikanischer Historien- und Landschaftsmaler.

## Leben
Meister war Schüler und Assistent seines Halbbruders, des Porträtmalers Simon Meister, mit dem er um 1833 nach Köln zog. Sein Neffe war der Bildnismaler Ernst Meister. Fraglich ist, ob Nikolas Meister die Kunstakademie Düsseldorf besuchte. 1860 emigrierte er in die Vereinigten Staaten und ließ sich 1868 im Ostküstenseebad Newport nieder.

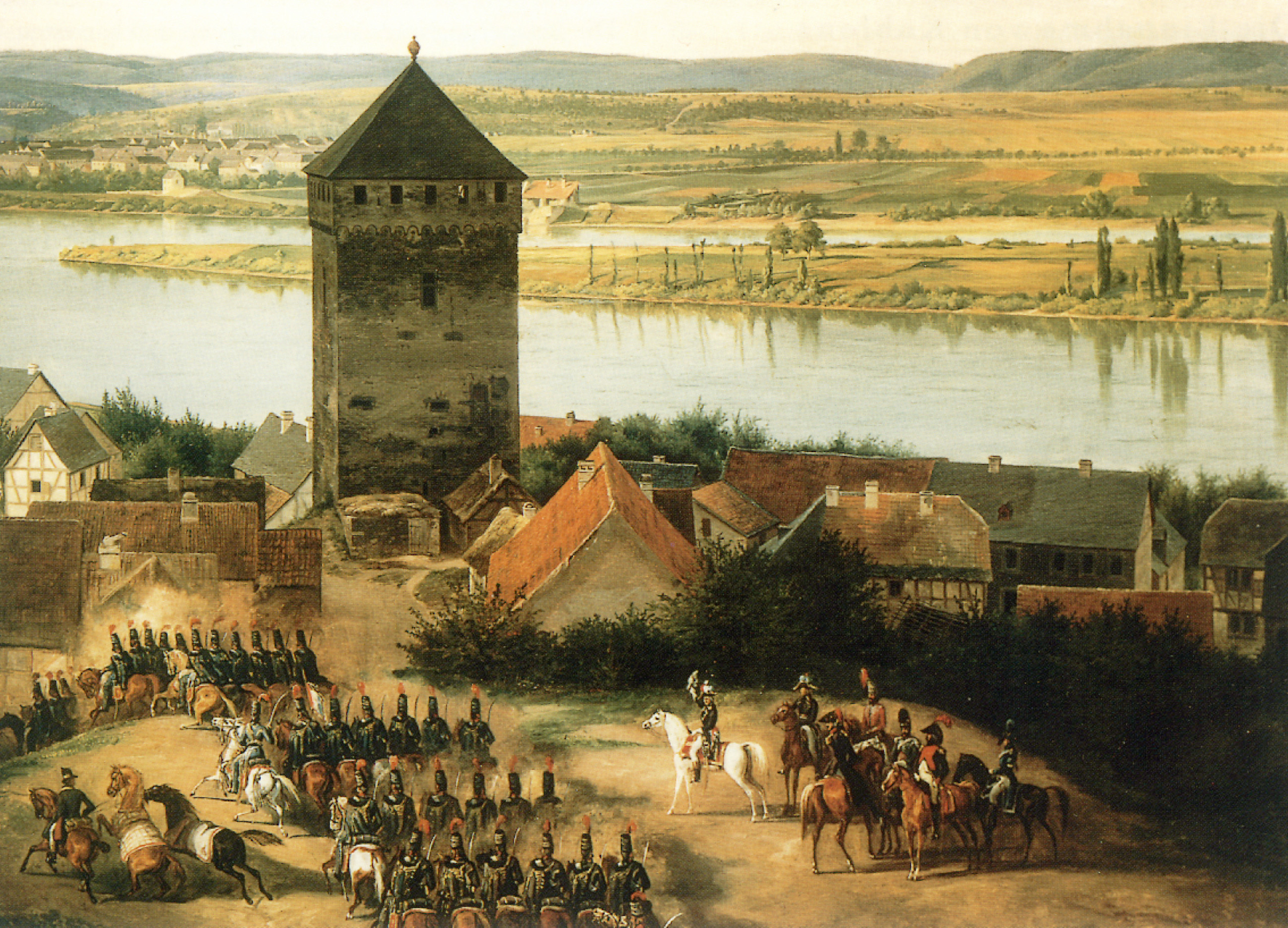
Der Rheinübergang Generals Hoche bei Weißenthurm am 18. April 1797, um 1839, Mittelrhein-Museum, Koblenz

Seinen Halbbruder Simon unterstützte er in dessen Gemälden bei der Ausführung des Landschaftlichen. 1831 komponierte er eine Heroische Landschaft, die sich heute in der Sammlung des Princeton University Art Museums befindet. Für den Saal der Kölner Gastwirtschaft „Zur schönen Aussicht“ an Lyskirchen schuf er 1834 große Rheinlandschaften mit Darstellungen von Koblenz, von Rolandseck mit Siebengebirge sowie von Schloss Rheinstein. Um 1835 datiert sein Gemälde Der Kölner Neumarkt und St. Aposteln von Osten. In Kölner Ausstellungen präsentierte er 1839 eine Felsenschlacht mit Ruine und 1848 eine Ansicht von Neuwied mit dem weißen Turm. Um 1839 schuf er das Historien- und Landschaftsgemälde Der Rheinübergang Generals Hoche bei Weißenthurm am 18. April 1797. Um 1840 malte er Napoleon zu Pferde. 1835 lithografierte David Levy Elkan zwei Blätter mit karnevalistischen Motiven von ihm und Wilhelm Kleinenbroich. Eines seiner Gemälde gelangte in den Musiksaal des 1880 errichteten Newport Casinos.